# Kurt Maetzig
Kurt Maetzig, född den 25 januari 1911 i Berlin, död den 8 augusti 2012 i Bollewick-Wildkuhl,  var en tysk filmregissör verksam i DDR (Östtyskland). Han var en av DDR:s mest inflytelserika regissörer, och är framför allt känd för kommunistiska statliga propagandafilmer.

## Biografi
Maetzig var son till Robert och Marie Maetz. Hans far drev filmkopieringsfirma FEKA och Kurt fick tidigt kunskap om filmproduktion. Han tog sin studentexamen 1930 och studerade kemi, teknik och ekonomi vid Technische Hochschule i München, samt sociologi, psykologi och juridik vid Sorbonne i Paris. År 1935 började han att göra animerade filmer och disputerade i München på avhandling Das Rechnungswesen einer Film-Kopieanstalt.
På grund av hans mors judiska härkomst - hon begick senare självmord – fick Maetzig från 1937 inte arbeta med film. Han drev ett fotokemisk laboratorium i Berlin och föreläste om filmteknik. År 1944 gick han in i förbjudna partiet KPD (tyska kommunistpartiet).
Efter andra världskriget deltog han i uppbyggnaden av filmindustrin i den sovjetiska ockupationszonen, senare DDR, och medverkade i tillkomsten av Deutsche Film AG (DEFA). Han var den förste chefen för DEFA:s veckoprogram Der Augenzeuge. Han gick in för förnyelsen av filmkonsten, och en höjdpunkt i hans tidigare arbete var den hyllade filmen Ehe im Schatten, efter en novell av Hans Schweikart.
År 1949 deltog han filmfestivalen i Cannes med filmen Die Cable Kari Erten.
Maetzig fick DDR:s nationella utmärkelsen sex gånger. År 1950 blev han medlem av Deutsche Akademie der Künste och 1955 blev han professor i filmregi och chef för Deutsche Hochschule für Film Art Potsdam-Babelsberg (till 1964) och 1956 blev han ordförande i föreningen för filmklubbar i DDR.
Hans film Das Kaninchen bin ich (1965), efter en roman av Manfred Bieler, var en samhällskritisk film som, tillsammans med elva andra av hans filmer, fick visningsförbud av den statliga censuren.
År 1973 blev han ordförande i centralkommittén för Filmavdelningen i DDR:s kulturministerium. År 1981 fick han den Stern der Völkerfreundschaft och 1986 Vaterländischer Verdienstorden.

## Filmografi
- 1946: Berlin im Aufbau (kort-dokumentärfilm)
- 1946: FDGB (dokumentrfilm)
- 1946: Musikalischer Besuch (kort-dokumentärfilm)
- 1946: 1. Mai 1946 (kort-dokumentärfilm)
- 1946: Leipziger Messe 1946 (kort-dokumentärfilm)
- 1946: Einheit SPD – KPD (kort-dokumentärfilm)
- 1947: Ehe im Schatten
- 1949: Die Buntkarierten
- 1950: Der Rat der Götter
- 1950: Immer bereit (dokumentärfilm)
- 1950: Familie Benthin
- 1952: Roman einer jungen Ehe
- 1954: Ernst Thälmann – Sohn seiner Klasse
- 1955: Ernst Thälmann – Führer seiner Klasse
- 1956: Schlösser und Katen – Der krumme Anton
- 1956: Schlösser und Katen – Annegrets Heimkehr
- 1957: Vergeßt mir meine Traudel nicht
- 1958: Das Lied der Matrosen
- 1959: Der schweigende Stern
- 1960: Septemberliebe
- 1961: Der Traum des Hauptmann Loy
- 1961: Der Schatten (TV-film)
- 1962: An französischen Kaminen
- 1964: Preludio 11
- 1965: Das Kaninchen bin ich
- 1967: Das Mädchen auf dem Brett
- 1967: Die Fahne von Kriwoj Rog
- 1969: Aus unserer Zeit – 4. Episod: Der Computer sagt: nein (Episodfilm)
- 1972: Januskopf
- 1975: Mann gegen Mann
- 1979: Addio, piccola mia (Darsteller)